# Oxycoryphe edentata
Oxycoryphe edentata är en stekelart som beskrevs av T.C. Narendran 1989. Oxycoryphe edentata ingår i släktet Oxycoryphe och familjen bredlårsteklar.
Artens utbredningsområde är Taiwan. Inga underarter finns listade i Catalogue of Life.